# Iglesia de Santa María la Virgen (Wanstead)
Santa María la Virgen, Wanstead es una iglesia de la Iglesia de Inglaterra en Wanstead, al este de Londres. Está ubicado en Overton Drive y ahora comparte su parroquia con Christ Church, Wanstead. Es el único edificio catalogado de Grado I en el distrito londinense de Redbridge.
La parroquia se registra por primera vez en 1208, pero su iglesia medieval fue reemplazada 70 pies al norte por el edificio actual entre 1787 y 1790, en un terreno donado de su propiedad por James Tylney-Long. Fue diseñado por el arquitecto Thomas Hardwick . Su primera piedra se colocó el 13 de julio de 1787, seguida de una recepción en Wanstead House, y se completó el 24 de junio de 1790, con una ceremonia de consagración encabezada por Beilby Porteus, obispo de Londres. Una vez terminada la nueva iglesia, su predecesora medieval fue demolida, aunque el gran monumento de este último al Niño Josías se trasladó a la nueva iglesia.
El escultor Joseph Wilton y el vicealmirante de la Royal Navy Robert Plampin están enterrados en el cementerio. 